# Toribio José Miguel de Cossío y Campa
Toribio José Miguel de Cossío y Campa Marchese di Torre Campo (San Vicente de la Barquera, 1665 – Città del Messico, 29 ottobre 1743) è stato un politico spagnolo, che ricoprì le cariche di Governatore e Capitano generale del Guatemala (30 luglio 1706-4 ottobre 1716) e di Governatore e Capitano generale delle Filippine (6 agosto 1721-14 agosto 1729).

## Biografia
Nacque a San Vicente de la Barquera (Cantabria) nel 1665. Dedicatosi al commercio, essendo residente a El Puerto de Santa María (Cadice), gli fu concessa la licenza di caricatore (1695) per recarsi nella Nuova Spagna con due servi su una delle navi della flotta sotto il comando del generale Ignacio de Barrios. Nel 1699 gli fu nuovamente concessa l'autorizzazione per tre anni come fattore. Il viaggio fu effettuato con la flotta del generale Manuel de Velasco y Tejada, che, al ritorno, sarebbe stata attaccata e bruciata da una flotta inglese a Vigo. Era sposato con María Ignacia de Miranda Zúñiga y Trujillo di Madrid e aveva ottenuto il titolo di cavaliere dell'Ordine militare di Calatrava.
Tenendo conto dei servizi propri ed ereditati, re Filippo V gli concesse l'incarico di Governatore e Capitano generale del Guatemala per otto anni (22 luglio 1704) e uno stipendio di 5.000 ducati d'argento all'anno, carica che comprendeva quella di capitano generale e di presidente dell'Audiencia e di cui prese possesso il 2 settembre 1706. I suoi primi sforzi rispondevano alla richiesta di inviare fondi con la massima urgenza, sia quelli esistenti, sia attraverso donazioni e prestiti, anche provenienti da beni ecclesiastici e da opere pie, per sostenere l'impegno del primo Borbone di Spagna nella guerra di successione spagnola.
In una occasione riuscì a inviare 100.041 pesos più una fattura di 8.776, dopo aver contribuito con 2.000, nonostante la situazione precaria finanziaria del Guatemala dovuta alla mancanza di commerci, alle spese eccessive per la sottomissione degli indios di El Petén, al mantenimento del castello di San Felipe del Golfo Dulce (Guatemala) e di quello dell’Immaculada Concepción (Nicaragua) ed ad altri esborsi extra originati della presenza di navi inglesi e olandesi nei Mari del Sud. Si assicurò inoltre che il 5 per cento di tutti gli stipendi, i bonus o gli affitti pagati dall'erario e quelli derivanti dalla grazia concessa dal sovrano ai prigionieri in attesa di giudizio per i disordini della città venissero riscossi per tre anni.
Nei dieci anni del suo mandato, le principali difficoltà gli furono poste dagli indigeni, a cui una epidemia di peste e la piaga dovuta alle locuste, devastavano i loro raccolti.

### Le due ribellioni in Guatemala
La prima ribellione che dovette reprimere avvenne nella zona di Talamanca (Costa Rica), il 28 settembre 1709, quando gli indiani di quella regione e altri alleati uccisero i missionari francescani frate Pablo de Rebullido e frate Antonio de Zamora, una dozzina di soldati dei trenta che formavano la guarnigione e altre persone, e profanarono e bruciarono quattordici chiese. Temendo che la popolazione meticcia della costa dei Mosquito venisse a sostenerli, ordinò al governatore della provincia di Costa Rica, Lorenzo Antonio de Granda y Balbín, di recarsi sul luogo per reprimere la rivolta e gli inviò seimila pesos per le spese della campagna. Furono catturati più di seicento indiani e il promotore della sedizione, il capo Pablo Presbere, fu giustiziato. Questa pacificazione facilitò il transito tra Costa Rica e Panama e diede nuovo impulso all'opera missionaria.
La seconda ribellione, scoppiata nel 1712, di maggiore portata, fu portata avanti da una confederazione di trentadue paesi (gli Zendales) della provincia del Chiapas. La coalizione contava più di 10.600 insorti, di cui 9.000 armati, che avevano ucciso alcuni civili ed ecclesiastici nella battaglia di Huixtan, riuscendo ad assumere il controllo di diverse città (San Martín, Cancuc) e minacciarono seriamente Antigua Guatemala, dove gli spagnoli si erano trincerati. Negarono il dominio del Re di Spagna, abiurarono la fede cristiana, uccisero sacerdoti e diaconi, e nominarono propri capi temporali e spirituali, pretendendo di avere rivelazioni dalla Vergine Maria, attraverso la giovane indigena María López ("María de la Candelaria"), per creare una nuova fede religiosa.
Il governatore fece appello ai ribelli, offrendo loro l'amnistia generale e inviò la maggior parte dei comandanti militari (Nicolás de Segovia, Juan de La Rea, Juan de Losada) a pacificarli, ma gli indiani continuarono ad assumere un atteggiamento ribelle. Il 10 ottobre 1712 si recò personalmente nella zona, accompagnato dal revisore dei conti, Diego de Oviedo y Baños, e dalle compagnie di fanteria e cavalleria del battaglione "Guatemala", lasciando la responsabilità del governo all'uditore anziano Manuel Baltodano. Queste forze, distribuite in tutto il Chiapas, Soconusco e altre province, si unirono quelle inviate dal governatore di Tabasco, Juan Francisco Medina Cachón. Una parte degli insorti fu sconfitta a Oxchuc, mentre altri opposero resistenza e si rifugiarono sulle montagne, cosa che costò alle truppe spagnole diversi mesi di duro lavoro per sottometterle.
Egli aveva raso al suolo i paesi più compromessi in questa ribellione, disperdendo i loro abitanti in altri luoghi o confinandoli a Nuestra Señora de la Presentación e Santo Toribio. Ordinò l'esecuzione dei principali capobanda e mandò in prigione gli altri coinvolti.
Consapevole delle angherie e delle estorsioni che subivano gli indigeni da parte di alcune autorità civili o religiose locali, tra cui il sindaco del Chiapas, Martín González de Vergara, nell'asta del mais, dei fagioli e del peperoncino che pagavano come tributo, dettò una serie di regole e condonò tributi per alcuni anni ai paesi rimasti fedeli (Simojovel, Chamula). La sua opera di governo venne premiata con il prolungamento della carica di governatore per due anni e con il titolo di Marchese di Torre Campo (27 agosto 1714).
Durante il suo mandato ci fu uno scontro tra il vescovo, frate Diego Morcillo Rubio de Auñón, e il governatore del Nicaragua, Miguel de Camargo, quando il prelato pensò che il governatore e i suoi sostenitori stessero attaccando la sua persona e la sua famiglia. Incaricato il giudice Gregorio Carrillo di indagare sul caso, assolse i calunniati, ma a parte questo, c'erano dodici altre accuse contro Camargo per contrabbando e maltrattamento degli indiani. Inoltre combatté decisamente il traffico illecito, sia di merci che di argento non registrato, che si svolgeva insistentemente nei porti di Acayutla e El Realejo, destinando l'intero sequestro all'Erario e arrestando e inviando in Spagna i mercanti stranieri.
Cercò con tutti i mezzi a sua disposizione di sfrattare gli inglesi e i loro alleati, gli Zambo e i Mosquito, dediti al saccheggio, al contrabbando e alla cattura di indiani, dalle coste centroamericane. A causa della scarsità di imbarcazioni, tentò, invano di farsi inviare dal viceré Alburquerque la Armada de Barlovento; anche l'invio della guardia costiera da Campeche risultò vano a causa della bellicosità e dell'abilità degli addetti al maneggio delle armi e delle canoe.
Ritenne necessario spostare alcune località, come accadde a San Antonio (Nicaragua), e approfittò dell'offerta di Juan Bautista Jolip, capitano della fregata francese Marie Madeleine, per espellere coloro che avevano attaccato gli indios appena convertiti di Verapaz permettendo a lui, per questo servizio, la vendita di alcune mercanzie per carenare la nave. Nonostante le persone e i rifornimenti che il governatore ordinò fossero preparati, il capitano francese non partì. Il governatore fu rimproverato di aver tollerato la vendita di mercanzie, poiché questo pretesto nascondeva l'introduzione di merci e indumenti da commerciare illecitamente.
Per quanto verteva la difesa della colonia volle che i 14.000 uomini che componevano le milizie di Antigua Guatemala e delle sue province fossero inquadrati, riforniti di armi, ne avevano solo duemila, e addestrati al loro uso, allo scopo di ostacolare qualsiasi attacco nemico. Nel corso del 1714 denunciò la precaria situazione che attraversava la colonia e avvertì del pericolo del suo spopolamento per la mancanza di moneta coniata, scambiata con il baratto o con il cacao, e per il limitato sbocco commerciale che avevano i prodotti locali. Attribuì tutto ciò al divieto di commerciare con il Perù e l'Avana una certa quantità di prodotti che prima erano stati consentiti, e tentò di costruire una zecca nella capitale, approfittando dell'esistenza di tredici miniere d'oro e quindici d'argento. Questa proposta entrò successivamente in vigore ma nel 1733.
Nel processo di revisione del suo incarico condotto dal sindaco di Crimine, Domingo Gomendio, venne assolto dalle accuse e la sua reputazione di governatore del Guatemala è riassunta nell'opinione del sergente maggiore, Juan Ignacio de Uría: in tutto agiva con zelo, cristianesimo e buon esempio, mantenendo questo regno nella pace e nella tranquillità per tutto il tempo del suo governo.
Dopo aver ricoperto questo incarico, il viceré della Nuova Spagna e altre autorità spiegarono al re che egli meritava di ricevere un posto corrispondente ai suoi meriti, adducendo anche la sua povertà e la sua numerosa famiglia. Nel febbraio 1720, fu preso in considerazione per il posto vacante di assistente a Siviglia.

### Governatore della Filippine
Pochi mesi dopo, il 30 giugno, fu nominato Governatore e Capitano generale delle Filippine per sostituire Fernando Manuel de Bustamante Bustillo y Rueda, che il monarca aveva rimosso dal suo incarico e, che prima del suo arrivo, era stato assassinato.
Accompagnato dalla moglie, dai suoi otto figli e da diversi parenti e servitori, iniziò il viaggio da Acapulco, recarsi nell'arcipelago delle Filippine, il 10 aprile 1721, imbarcato sul galeone Santo Cristo de Burgos. Lungo la via apprese la notizia che un noto pirata inglese stava cercando di derubare un patache e che alcuni sangley avevano commesso delle rapine in quelle province. Fu informato anche che, in alleanza con i sultani di Mindanao e Joló e il re di Butic, avevano assediato un forte che gli spagnoli mantenevano a Zamboanga. Arrivato a Manila il 23 luglio e il giorno successivo ha iniziato il suo nuovo lavoro di governatore, durato otto anni.
Il nuovo governatore fu incaricato di svolgere una indagine sul periodo in cui Bustillo aveva governato le Filippine e di svolgere indagini per scoprire i responsabili della sua morte e di quella di suo figlio. Eseguì il primo mandato, ma non il secondo perché stimò che, se fatta in quel momento, l'indagine avrebbe potuto arrecare grave danno a causa della complessità della questione, dell'esaltazione degli animi di molti e del presunto coinvolgimento di rilevanti personalità civili nell'evento.
All'inizio del suo governo fece una visita ordinaria alla Tesoreria Reale dove constatò che il debito del tesoro ammontava a 112.000 pesos. Ciò gli causò turbamento per le tante ed essenziali spese che dovette sostenere nell'amministrazione del governatorato, ma, approfittando dell'arrivo del galeone di Manila, fece sì che i fondi portati da privati fossero depositati nella Tesoreria prima che fossero distribuiti e, attraverso vari sforzi, riuscì ad aumentare la disponibilità dell'erario. Tentò ripetutamente di farsi inviare dal viceré della Nuova Spagna l'intero importo di 250.000 pesos che gli erano stati assegnati, senza lo sconto di 110.168 pesos praticato dal 1696 dall'ex governatore delle Filippine Fausto Cruzat y Góngora.
Prestò attenzione a che le navi e le merci francesi provenienti dal porto di Marsiglia non entrassero nelle Filippine a causa del possibile contagio della peste e fece ispezionare da un medico le navi che arrivavano all'isola di Marieles, e da lì poi si trasferivano al porto di Cavite.
L'invio degli stipendi dei soldati presenti nelle isole Marianne era complicato dalla mancanza di navi, a cui si aggiungevano contrattempi di ogni genere. Nel 1722 fece costruire un patache nel cantiere navale del porto di Cavite, che chiamò Santo Toribio y San Miguel. La nave, di buone dimensioni, restò poco in servizio perché, a seguito di un uragano, venne distrutta mentre tornava dalle dette isole, con la morte dell'intero equipaggio. Un'altra delle navi che trasportavano il denaro, il Nuestra Señora de los Dolores y San Francisco Javier, si incagliò, anni dopo, in un'insenatura. Dovette accantonare anche il galeone Nuestra Señora de Begoña perché inutilizzabile, recuperando il ferro e tutto il materiale utilizzabile. Nel 1726 il galeone Santo Cristo de Burgos si incagliò sulle spiagge di Ticao.
Organizzò numerose spedizioni punitive per le ostilità che i maomettani insediati nell'arcipelago di Joló, nell'isola del Borneo, a Mindanao ed altri luoghi, conducevano contro gli indigeni delle coste di Viraya e Calamianes, estendendosi anche a quelle di Luzon e, talvolta, nella baia di Manila. Una di queste campagne militari, senza risultati soddisfacenti, fu guidata nel 1721 dal generale Antonio Fernández de Rojas. Invece i Moros, in un nuovo attacco, saccheggiarono le isole di Alutaya, Cuyo e Mindoro. Nel 1722 anche l'invio dell flotta a Virayas sotto il comando del generale Andrés García Fernández non ebbe il successo sperato. Nel 1723 fu restaurata la prigione di La Sabanilla.
Su richiesta del sultano di Joló, nel 1725 il trattato di pace siglato fu rivisto e la pace fu presto rotta quando furono eseguiti diversi attacchi contro gli stabilimenti spagnoli a Mindanao. Il governatore ordinò di costruire in pietra il presidio di Santa Isabel de la Paragua, che prima era realizzato di legno. Nel 1726, avendo notizia che il sultano di Joló cercava ancora una volta la pace con il re di Spagna e scambi commerciali con quelle isole, inviò il generale Miguel Aragón con due galeotte e fanteria per verificare la cosa. Il sultano ratificò la volontà di un'alleanza e promise di inviare due emissari a Manila, cosa che fece puntualmente.
Come governatore visitava assiduamente il Tribunale e il carcere, adoperandosi per vigilare sull'osservanza delle numerose disposizioni ricevute al fine di contrastare il contrabbando, le bische e le mense illecite, la fabbricazione e la vendita di liquori di canna e di altre bevande proibite o altre questioni contrarie alla morale e alla legge, al bene pubblico o che ostacolassero gli interessi economici della Spagna. Sebbene applicasse rigorosamente il decreto reale (17 ottobre 1720) che vietava il commercio della seta le Filippine e la Nuova Spagna, e fece salpare il galeone Santo Cristo de Burgos per Acapulco con questa limitazione, non esitò a esprimere al Re i danni che questo veto causava ai commercianti filippini. Nel 1724 questi mercanti riuscirono ad ottenere l'autorizzazione al commercio della seta, con alcune condizioni contenute in un regolamento approvato nel 1726.
Il suo governo coincise con l'abdicazione di Filippo V, l'ascesa e la morte del figlio Luigi I e il ritorno di Filippo V sul trono nel 1724, e le cerimonie che si tennero a Manila per queste celebrazioni, e altre legate alla regalità (matrimoni, nascite), erano modeste a causa dei vincoli economici.
Durante il suo mandato continuarono i lavori nei magazzini reali di Manila e le elargizioni, come elemosina, di vino, cera e olio ai religiosi a titolo del Tesoro. Introdusse la pratica che il governatore delle Filippine sarebbe stato incaricato dell'assegnazione degli uffici politici e militari, ad eccezione dei posti sul galeone, su proposta dei ministri dell'Audiencia, novità che poi il suo successore non condivise. Corresse, ampliò e aggiornò nel 1727 le Ordinanze dell'Ospedale Reale di Manila emesse nel 1637 dal governatore Sebastián Hurtado de Corcuera.
Durante il suo governo nelle Filippine, il maggiore dei suoi figli, José Felipe, erede del titolo di marchese, fu soldato nel Real Tercio di quelle isole, e suo padre lo nominò poi capitano dei soldati della sua guardia.
Il 15 agosto 1729 cedette il posto al nuovo governatore, il brigadiere Fernando de Valdés y Tamón, che era il suo giudice residente e che presentò contro di lui ventisei capi di accusa.
Valdés y Tamón lo assolse da tutte, tranne la numero 15, che consisteva nel non aver fatto incarcerare duecento prigionieri mandati dalla Nuova Spagna, per la quale gli inflisse una multa di 4.000 pesos applicata alla costruzione di caserme in quelle isole. Egli pagò la somma fissata e rinunciò a qualsiasi diritto che potesse scagionarlo, nel caso in cui avesse ottenuto una sentenza favorevole dal Consiglio delle Indie, perché riteneva necessario costruire le suddette caserme. Il Consiglio lo avrebbe assolto da tutte le accuse. Una volta compiuta questa operazione, si imbarcò il 31 luglio 1730 sul galeone Nuestra Señora de la Guía, Santo Cristo de la Misericordia y San Francisco de las Lágrimas, ancorato nel porto di Cavite per arrivare "per miracolo" nel porto di Acapulco quasi sette mesi dopo, "spezzato e inorridito dal viaggio" per quanto danneggiato fosse il timone dell'imbarcazione.
Senza il desiderio di effettuare altri viaggi, nel luglio 1731, mentre si trovava in Messico, chiese al ministro José Patiño Rosales di intercedere affinché gli fosse fornito qualche impiego in quei luoghi. Morì vedovo a Città del Messico il 29 ottobre 1743.